# Cesare Rivelli
Cesare Rivelli (Potenza, 1906 – Roma, 1983) è stato un giornalista, conduttore radiofonico e sceneggiatore italiano.

## Biografia
Laureato in giurisprudenza, fu redattore di politica estera de Il Giornale d'Italia di Buenos Aires, del Fanfulla di San Paolo, del Nuova Italia di Porto Alegre e fu collaboratore di testate come Gazzetta del Popolo, Il Messaggero e La Nazione. Iscrittosi al Partito Nazionale Fascista nel 1931, fu tra i più accesi propagandisti del regime.
Aderì alla Repubblica Sociale Italiana e fu il deus ex machina dell'informazione fascista repubblichina: fu redattore di Radio Monaco, ricevette la nomina di direttore generale dell'Ente Italiano per le Audizioni Radiofoniche (EIAR) e del settimanale Segnale Radio.
Dopo la caduta della RSI, fu arrestato per collaborazionismo il 5 maggio 1945, in seguito prosciolto dalla Sezione istruttoria della Corte d'appello di Milano nel luglio 1946.
Con l'avvento della Repubblica, lavorò come sceneggiatore e soggettista di commedie e diresse il documentario di guerra Continenti in fiamme (1960). Negli anni settanta riprese l'attività giornalistica, come corrispondente di politica estera per L'Osservatore politico letterario di Giuseppe Longo.  Morì a Roma nel 1983.

## Filmografia

### Regia
- Continenti in fiamme - documentario (1960)

### Sceneggiatura
- Cani e gatti, regia di Leonardo De Mitri (1952)
- Martin Toccaferro, regia di Leonardo De Mitri (1953)
- Piovuto dal cielo, regia di Leonardo De Mitri (1953)

### Soggetto
- Io sono il Capataz, regia di Giorgio Simonelli (1950)